# Gertrudis de Moses
Gertrudis Conitzer (Brandenburgo, Alemania, 27 de enero de 1901 – Santiago de Chile, 25 de enero de 1996), más conocida como Gertrudis de Moses, fue una fotógrafa surrealista y escritora chileno-alemana de ascendencia judía. Es reconocida como una figura destacada en la historia de la fotografía en Chile y una precursora de la vanguardia en el país durante la década de los años 80. 
A lo largo de su vida, exhibió su obra en más de veinticinco ocasiones, participando tanto en exposiciones colectivas como individuales. Su contribución al mundo de la fotografía chilena fue fundamental, y desempeñó un papel destacado como una de las fundadoras del Foto Club de Chile, una institución que ha sido fundamental para el desarrollo y promoción de la fotografía chilena.  
En 1964 recibió la prestigiosa Medalla de Bronce en el Kodak Mundial de Nueva York, Estados Unidos, en reconocimiento a su excelencia y contribución al arte de la fotografía. 

## Biografía

### Infancia y juventud
Creció en medio de una tradicional familia de comerciantes judíos alemanes, donde recibió una cuidadosa educación a pesar de las dificultades que debió experimentar junto a su familia durante la Primera Guerra Mundial, como la discriminación por su origen judío.
Aprendió las técnicas de la fotografía en forma completamente autodidacta. Su primer contacto con una cámara fue un regalo a los trece años y desde entonces se aficionó a fotografiar paisajes y retratos de familiares y amigos, consiguiendo luego perfeccionarse con una cámara Leica.
Casada con Ricardo Moses Rosenberg (1887-1951) y madre de cuatro hijos, llegó junto a su familia a Valparaíso en 1939, huyendo de la persecución nazi antisemita en Alemania, obteniendo la nacionalidad chilena recién en el año 1944.

### Estadía en Chile y carrera fotográfica
Ya en Alemania, se había iniciado en la fotografía de manera autodidacta y al poco tiempo de instalada en Santiago formó un estudio fotográfico dedicado a realizar retratos y registrar eventos, profesión que después de enviudar se convirtió en su principal sustento. Montó un estudio en la comuna de Ñuñoa y pronto comenzó a destacar por su habilidad para captar las imágenes requeridas. Trabajó en esa época, con una cámara Leica y con una Rolleifex para fotografías de mayor formato. En el año 1937, se convierte de una de las fundadoras y primeras socias del Foto Club de Chile, para en 1946, comenzar a participar regularmente de sus Salones. 
A principio de la década del sesenta y habiéndose consagrado en el ámbito profesional, de Moses se propuso elevar su trabajo fotográfico al nivel de la creación pictórica, dando pie a las primeras discusiones sobre la fotografía artística en Chile. 
Gradualmente, De Moses comenzó a desarrollar una fotografía de carácter más autoral y llegó a hacerse reconocida por la faceta más “surrealista” vía con que ella misma y la bibliografía posterior han caracterizado su trabajo. Sus inquietudes artísticas la llevaron a ocupar varios efectos en la exposición y el laboratorio, tales como exposiciones múltiples, collage y fotografías que combinaban varios negativos. Suele también enfocar desde ángulos estudiados para captar composiciones precisas acentuando los detalles y colores tanto en sus obras de estudio o al aire libre, aunque cabe recordar que dentro de su amplia y poco conocida producción existen diversas líneas de trabajo.
A lo largo de su carrera artística, se transformó en viajera y buscadora de imágenes. Abarcó los más diversos temas, desde retratos, paisajes, desnudos, composiciones geométricas, abstracciones figurativas y escenas surrealistas. La mayoría de sus trabajos, de fuerte contenido sicológico, abstractos y figurativos tratan de plasmar los aspectos esenciales del sujeto: los sentimientos, la materia y la inteligencia humana.
Su pasión y ocupación por la fotografía le ayudaron a superar las grandes tragedias que rodearon su vida, entre ellas la temprana pérdida de su hijo mayor, luego la de su marido y la soledad que debió cargar por muchos años. Estas experiencias más bien fortalecieron su creatividad artística y su empeño e ingenio para solucionar problemas, publicando así sus propias memorias en 1989: Stroll, Memories of a Photographer, principal fuente de la poética de Gertrudis de Moses.

## Premios y distinciones
- 1964 Medalla, Kodak Mundial de Nueva York, Estados Unidos.
- 1992 Distinción Ansel Adams, Instituto Chileno Norteamericano de Cultura, Santiago, Chile.
- 1989 Medalla por la celebración de los 150 años de la fotografía, Chile.

## Exposiciones

### Exposiciones individuales
- 1976: Instituto Chileno-Israelí, Santiago, Chile.
- 1981: Instituto Chileno-Británico de Cultura, Santiago, Chile.
- 1984 Sala Jorge Prat Echaurren del Banco del Estado de Chile, Santiago, Chile.
- 1988 Estadio Israelita, Santiago, Chile.
- 1989 Retrospectiva Fotográfica, Instituto Cultural de Las Condes, Santiago, Chile.
- 1989 Banco de Chile, Santiago, Chile.
- 1989 Instituto Chileno - Norteamericano de Cultura, Santiago, Chile.
- 1992 Donación de 350 Fotografías, Patio Central de la Universidad de Chile, Santiago, Chile.
- 1995 Ochenta Años de Fotografía, Instituto Chileno-Norteamericano de Cultura, Santiago, Chile.

### Exposiciones colectivas
- 1972: Primer Festival de Fotografía Chilena, Fotocine Club de Chile, Museo Nacional de Bellas Artes, Santiago, Chile.
- 1979: Segundo Salón de Verano de la Fotografía, Museo Nacional de Bellas Artes, Santiago, Chile.
- 1980: Tercer Salón de Verano de la Fotografía, Museo Nacional de Bellas Artes, Santiago, Chile.
- 1981: Cuarto Salón de Verano de la Fotografía, Museo Nacional de Bellas Artes, Santiago, Chile.
- 1982: Quinto Salón de Verano de la Fotografía, Museo Nacional de Bellas Artes, Santiago, Chile.
- 1983: Sexto Salón de Verano de la Fotografía, Museo Nacional de Bellas Artes, Santiago, Chile.
- 1982: Blanco y Negro, Instituto Chileno Norteamericano de Cultura, Santiago, Chile.
- 1983: Vigésimo Salón Nacional de Arte Fotográfico Foto Cine Club de Chile, Sala La Capilla del Teatro Municipal, Santiago, Chile.
- 1984: Séptimo Salón de Verano de la Fotografía, Museo Nacional de Bellas Artes, Santiago, Chile.
- 1993: Vigésimo Noveno Salón de Fotografía Artística, Instituto Chileno Norteamericano de Cultura, Embajada de Austria, Santiago.
- 1996: Trigésimo Tercer Salón de Fotografía Foto Cine Club de Chile, Instituto Chileno Norteamericano de Cultura, Santiago, Chile.
- 1996: Artes y Oficios de Chile, Instituto Chileno Norteamericano de Cultura, Santiago, Chile.
- 1997: 60 Años Foto Cine Club de Chile 1937-1997. Museo Nacional de Bellas Artes, Santiago, Chile.
- 2002: Años 60. La Revolución, Corporación Cultural de Las Condes, Santiago, Chile.
- 2005: Chile en 100 Miradas, Plaza de la Constitución, Santiago, Chile.
- 2008: 70 Años Foto Cine Club de Chile, Museo Nacional de Bellas Artes, Santiago, Chile.
- 2010: Exposición Centenario, Museo Nacional de Bellas Artes, Santiago, Chile.

## Obras en Colección del Museo Nacional de Bellas Artes
- Tres Caras Mías, 1979. Fotografía blanco y negro, papel.
- Composition. Fotografía color, papel.
- Body Impetuosity. Fotografía color, papel
- Conventillo. Fotografía, papel, 39 x 29,5 cm.
- Hermanas de Piedra. Fotografía blanco y negro, papel, 31 x 40,5 cm.
- La Melancolía. Fotografía color, papel, 39 x 29 cm.
- Pintor Jarvi. Fotografía, papel, 40 x 30 cm.
- Subiendo del agua. Fotografía, papel, 40,5 x 31 cm.
- Tronco. Fotografía, papel, 39 x 29 cm.
- Retrato del Pintor Ricardo Florsheim. Fotografía, papel, 40 x 30,5 cm.
- Patólogo. Fotografía, papel, 40,5 x 31,5 cm.
- Pesadilla. Fotografía, papel, 40,5 x 30 cm.
- Torso. Fotografía, papel, 40,5 x 30 cm.
- Fantasía. Fotografía, papel, 40,5 x 30,5 cm.